# Данилов, Михаил Васильевич (Герой Социалистического Труда)
Михаил Васильевич Данилов — советский хозяйственный и государственный деятель, Герой Социалистического Труда.

## Биография
Родился в 1931 году в деревне Ивановское. Член КПСС.
В 1945—1951 — счетовод, бухгалтер в объединённом колхозе им. М. Горького Кругловского сельского Совета Борского района Горьковской области.
В 1951—1954 — военнослужащий Советской армии, пограничник в Амурской области.
В 1954—1991 — обломщик листового стекла, бортовой, машинист машины вертикального вытягивания стекла Борского стекольного завода имени Горького Министерства промышленности строительных материалов РСФСР.
Указом Президиума Верховного Совета СССР от 28 февраля 1974 года присвоено звание Героя Социалистического Труда с вручением ордена Ленина и золотой медали «Серп и Молот».
Делегат XXIV съезда КПСС.
Умер в Боре в 1998 году.

## Награды и звания
- Герой Социалистического Труда (08.01.1974)
- Орден Ленина (08.01.1974)
- Орден Октябрьской Революции (1971)